# Prix littéraire du CRSBP du Saguenay–Lac-Saint-Jean
Le prix littéraire du CRSBP du Saguenay–Lac-Saint-Jean a été créé en 1979 par le Centre régional de services aux bibliothèques publiques du Saguenay–Lac-Saint-Jean dans le but de favoriser l'essor et la diffusion de la littérature régionale au Saguenay–Lac-Saint-Jean.

## Lauréats
- 1979 - Yvon Paré – Le Violoneux
- 1980 - Élisabeth Vonarburg – L'Œil de la nuit
- 1981 - Louise Portal – Jeanne Janvier
- 1982 - Sœur Irène-Marie Fortin – Les Pionnières
- 1983 - Sylvio Girard – La Forêt, mon amie
- 1984 - Danielle Dubé – Les Olives noires et Alain Gagnon – Le Gardien des glaces
- 1985 - Marie-Claude Bussières-Tremblay – Du diable au cœur
- 1986 - Nicole Houde – La Maison du remous et Russel Bouchard – Histoire de Chicoutimi-Nord
- 1987 - Yvon Paré – Les Oiseaux de glace
- 1988 - Pierre Gobeil – Tout l'été dans une cabane à bateau
- 1989 - Jean-Alain Tremblay – La Nuit des Perséides
- 1990 - Philippe Porée-Kurrer – Le Retour de l'orchidée
- 1991 - Stanley Péan – Le Tumulte de mon sang
- 1992 - Paul Bussières – Mais qui va donc consoler Mingo ?
- 1993 - Hélène Le Beau – Adieu Agnès
- 1994 - André Girard – Orchestra
- 1995 - Jean Désy – Docteur Wincot
- 1996 - Bertrand Bergeron – Il était quatre fois
- 1997 - Stanley Péan – L'Appel des loups
- 1998 - Élaine Hémond – La Femme de Rondinara
- 1999 - Lise Tremblay – La Danse juive